# SAAJ
La API de SOAP with Attachments API for Java o SAAJ suministra una manera estándar de enviar documentos XML sobre Internet desde la plataforma Java.
SAAJ permite a los desarrolladores producir y consumir mensajes que sean conformes a la especificación SOAP 1.1 y a la nota SOAP with Attachments(SOAP con Adjuntos).
Los desarrolladores pueden usar también esto para escribir aplicaciones de mensajería SOAP directamente en lugar de usar JAX-RPC o JAX-WS.